# Luís de Almeida Portugal Soares de Alarcão d'Eça e Melo Silva Mascarenhas
Luís de Almeida Portugal Soares de Alarcão d'Eça e Melo Silva Mascarenhas (Lisboa, 27 de junio de 1729 - Lisboa, 2 de mayo de 1790), 5° conde de Avintes y 2° Marqués de Lavradio, fue un noble portugués. Fue el 11° virrey de Brasil y ejerció el cargo por 9 años entre el 4 de noviembre de 1769 y 30 de abril de 1778 y gobernador de la capitanía de Bahía en 1769.